# 島村武久
島村 武久（しまむら たけひさ、1914年4月12日 - 1996年10月5日）は、日本の官僚。妻は石川岩吉の三女。
高知県出身。1938年（昭和13年）、東京帝国大学法学部卒業。日産自動車販売、日本自動車配給会社に勤務後、1944年（昭和19年）に軍需省軍需管理官となる。戦後、商工省、通商産業省、総理府原子力総務局長、科学技術庁官房長などを経て、1965年（昭和40年）4月に通産省官房審議官で退官。
1965年11月より古河電気工業取締役、1973年から1977年まで副社長、1976年から1979年まで原子燃料工業代表取締役社長となる。1978年から1985年まで原子力委員会委員。1978年から1979年まで日本原子力産業会議常任理事。1985年、勲二等瑞宝章を受章。
1985年（昭和60年）から1994年（平成6年）まで月例の「島村原子力政策研究会（島村研究会）」を主宰し、日本の戦後の原子力発電の歴史発掘に貢献した。
1996年10月5日、肺炎のため東京都渋谷区の日本赤十字社医療センターで死去。

## 参考
- 原発事故への道程（NHK 2011年）